# Comuna Lazarivka, Brusîliv
Lazarivka (în ucraineană Лазарівська сільська рада) este o comună în raionul Brusîliv, regiunea Jîtomîr, Ucraina, formată din satele Homeanka, Lazarivka (reședința) și Starîțke.

## Demografie
Componența lingvistică a satului Lazarivka
     Ucraineană (96,38%)
     Rusă (3,32%)
     Alte limbi (0,15%)
Conform recensământului din 2001, majoritatea populației satului Lazarivka era vorbitoare de ucraineană (96,38%), existând în minoritate și vorbitori de rusă (3,32%).